# ブロッキング (気象)

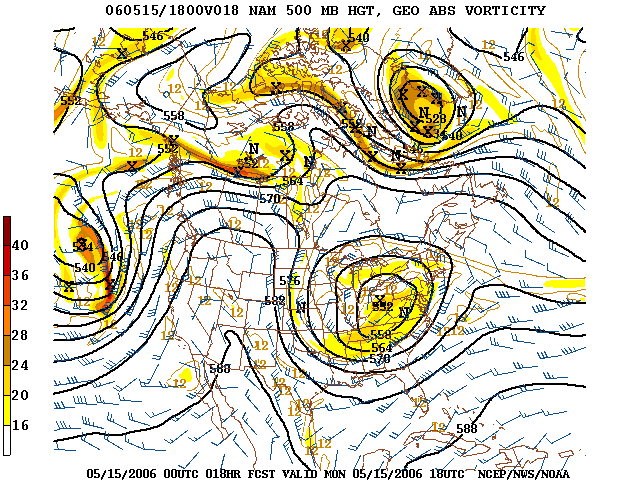
Ω型ブロッキング時の高層天気図、北米（2006年5月15日 18:00 UTC）

気象におけるブロッキング（ブロッキング、Blocking。なお、英語ではBlockと呼ぶ）とは、偏西風などの大規模な風の南北の流れの振れ幅（蛇行）が大きくなり、その状態が長期間続き低気圧あるいは高気圧が移動せず停滞する気象現象。同じ天候が長期間続くため、長雨、豪雨、大雪、豪雪、旱魃、熱波、寒波などといった、いわゆる異常気象を引き起こしやすい。

## 概要
北半球と南半球の中緯度地域にはそれぞれ偏西風が吹いているが、その流れは常に同じではなく、流れが変わったり風速が変わったりという変化を、通常4週間から6週間程度の周期で繰り返している。この変化は偏西風波動と呼ばれ、その波長は1万kmにも及ぶ。しかし、この変化が通常より大きく、つまり偏西風の蛇行が大きくなることがある。すると、蛇行によって高気圧や低気圧が移動ルートから切り離され、独立し大きな高気圧や低気圧となって長く同じ地域に居座り停滞してしまう現象。ブロッキングが発生すると下流側では西風が弱まり、移動性高気圧や移動性低気圧がブロックされてしまうため、気象の変化のスピードが遅くなり、異常気象がもたらされる。この独立した高気圧をブロッキング高気圧あるいは切離高気圧といい、その直径は数千kmにも及ぶ。また、独立した低気圧を寒冷低気圧、カットオフ低気圧または切離低気圧という。
北半球ではチベット高原・ヒマラヤ山脈、ロッキー山脈といった高い山脈の影響で、偏西風の蛇行が起こり易く、北半球では、特に北太平洋上や北大西洋上でブロッキングが起きやすい。
発生のメカニズムは未解明であるが、北半球の冬の場合は地表温度の南北差が小さい年に発生しやすく、南北差が大きな年には発生しにくいとする研究がある。
| 双極型の例(700mb高層天気図)。A が高気圧、D が低気圧 |  | Ω型のパターン例 |
| 双極型の例(700mb高層天気図)。A が高気圧、D が低気圧 |  | Ω型のパターン例 |

## 双極型パターン
ブロッキングには大きく分けて2つのパターンがあり、1つは高緯度側からやや東側にブロッキング高気圧、低緯度側からやや西側に低気圧が形成される双極型（そうきょくがた）で、偏西風は2つに分断され、1つが高気圧より高緯度側を、もう1つが低気圧より低緯度側をそれぞれ回り込むようにして流れる。

## Ω型パターン
もう1つのパターンは、ブロッキング高気圧のみが形成されるΩ型（オメガがた）で、こちらも偏西風は2つに分断されるが、1つは高気圧より高緯度側を回り込むように、もう1つは高気圧より低緯度側を直線的に流れる。

## 予測
ブロッキング現象の予測は難しく、もたらされる異常気象は長期予報においては予報のずれの原因になる。